# Fritz Corterier
Fritz Corterier (* 19. Juli 1906 in Wunstorf/Provinz Hannover; † 27. April 1991) war ein deutscher Politiker (SPD) und Gegner des NS-Regimes.
Corterier war von 1953 bis 1969 Mitglied des Deutschen Bundestags als Abgeordneter der SPD. Von 1967 bis 1970 war er außerdem Mitglied des Europäischen Parlaments. Sein Sohn Peter war ebenfalls als Politiker tätig.

## Leben und Beruf
Corterier kam in Wunstdorf am 19. Juli 1906 als Fritz Louis Wilhelm Corterier zur Welt. Seine Eltern waren Marie Corterier, geb. Bestenbostel (1879–1955), und Friedrich Corterier (1876–1956), ein Lehrer. Corterier hatte zwei Geschwister.
Nachdem er 1923 seine mittlere Reife erlangt hatte, begann er eine Kaufmännische Lehre in einer Ex- und Importfirma in Bremen, die er 1926 abschloss. Anschließend studierte er Wirtschaftswissenschaften an der Handelshochschule Berlin, der Universität Tours und der Handelshochschule Mannheim. Im Juni 1933 schloss er das Studium als Diplomkaufmann ab. Corterier wandte sich im November 1933 an die Leitung der Handelshochschule Mannheim mit der Bitte um Beurlaubung für das Wintersemester 1933/34. Als Begründung gab er an, sich auf seine Promotion vorbereiten zu wollen.
Daraufhin wurde er zwangsläufig exmatrikuliert. Ausschlaggebend hierfür sei ein Erlass der nationalsozialistischen Regierung gewesen, die „eine Säuberung der Hochschulen von marxistischen und sonstigen volksfeindlichen Studierenden“ vorgeschrieben habe. Dies sei eine Reaktion auf vielfache Bemühungen Corteriers gewesen, innerhalb der Studentenschaft unter anderem Respekt und Verständnis für die Weimarer Republik zu erwecken.
Tatsächlich hatte Corterier aus seiner Ablehnung der nationalsozialistischen Regierung kein Geheimnis gemacht. Schon zu Beginn seines Studiums trat er der „Vereinigung Republikanischer Studierender“ bei. Diese war ein Teil des linksgerichteten „Deutschen Studentenverbandes“, dem auch jüdisch-demokratische Studentengruppen angehörten. Im Jahr 1929 übernahm er die Leitung der südwestdeutschen Sektion seiner Vereinigung und 1931 wurde er zum stellvertretenden Reichsvorsitzenden dieser. Monate nach Hitlers Machtergreifung veröffentlichte er in der Zeitschrift „Deutsche Republik“ zudem einen Artikel, in dem er die zunehmende Ideologisierung von Studenten kritisierte.
Nachdem er exmatrikuliert worden war, arbeitete Corterier zunächst als Sportberichterstatter für die lokale Presse. 1934 eröffnete er gemeinsam mit seiner Ehefrau ein Steuerberatungsbüro. Gleichzeitig unterrichtete er an einer privaten Handelsschule.
Nach Kriegsbeginn wurde Corterier für die Deutsche Wehrmacht eingezogen und musste fünf Jahre lang unter anderem bei Brest und Vimereux kämpfen. Nach seiner Rückkehr im Juli 1945 begann er mit dem Neuaufbau seines Steuerberatungsbüros im zerstörten Karlsruhe.

## Politischer Werdegang
Bereits bevor er im Jahre 1929 ein offizielles Mitglied der SPD wurde, war Corterier während seines Studiums Teil des Sozialistischen Studentenbundes.
Motiviert von seiner „unbändige politische Leidenschaft“, trat er der Partei nach Kriegsende erneut bei. Von 1950 bis 1962 baute er als Vorsitzender des Ortsvereins Karlsruhe der SPD die örtliche Parteiorganisation auf.
Den zugehörigen Wahlkreis vertrat er von 1953 bis 1969 im Bundestag. Dabei war er von 1961 bis 1965 stellvertretendes Mitglied im Finanzausschuss und ordentliches Mitglied im Ausschuss für Mittelstandsfragen.
Zwischen 1958 und 1967 war er zudem Stellvertretendes Mitglied in der Deutschen Delegation in der Beratenden Versammlung des Europarates. Die Schaffung eines vereinten Europas war für Corterier dabei ein besonderes Anliegen. Von 1967 bis 1970 war er Mitglied des Europäischen Parlaments.

## Privates
Fritz Corterier heiratete im Jahr 1935 die Diplomkauffrau Maria John in Karlsruhe. Mit ihr gemeinsam hat er zwei Kinder: Peter (1936–2017), der von 1987 bis 1996 ebenfalls als SPD-Abgeordneter im Bundestag saß, und Jutta (1945), eine Lehrerin.

## Ehrungen
- 1968: Großes Bundesverdienstkreuz der Bundesrepublik Deutschland
- 1970: Medaille des Europäischen Parlaments in Gold
- 1981:  Ehrenmedaille der Stadt Karlsruhe, Ehrenmitglied des SPD-Kreisverbands Karlsruhe, Ehrenmitglied der Europaunion